# 大山下
大山下（だいせんげ）は、649年から685年まで日本で用いられた冠位である。大仙下とも書く。664年までは19階中12位で上は大山上、下は小山上。664年以降は26階中15位で上が大山中になった。

## 概要
大化5年（649年）2月の冠位十九階で導入された。前の13階制の大青が大山上と大山下に分割されたうちの一つである。
天智天皇3年（664年）2月9日の冠位二十六階で、大山は大山上・大山中・大山下の3階になった。
天武天皇14年（685年）1月21日の冠位四十八階で冠位の命名方法が一新したときに廃止された。

## 大山下の人物
『日本書紀』に見える大山下の人物には遣唐使が多い。まず白雉4年（653年）に遣唐使の大使になった高田根麻呂、翌年に副使になった薬師恵日 がいる。斉明天皇5年（659年）の遣唐使では、津守吉祥が大山下で、天智天皇4年（665年）に小山位で出発した境部石積が、2年後の帰国時に大山下になっていた。
斉明天皇7年（661年）9月には、百済に帰国しようとする豊璋を大山下の狭井檳榔らが5千の兵で送った。
天智天皇10年（671年）、亡命百済人に一斉に冠位を授けたとき、達率の谷那晋首、木素貴子、憶礼福留、答本春初 、本日比子、賛波羅、金羅金須が大山下になった。
天武天皇6年（677年）には、百済人の大博士率母が大山下位を授かった。
そして天武天皇10年（681年）に川島皇子ら12人が帝紀と上古の諸事の記し定めることを命じられたとき、その最下位に大山下の平群子首がいた。
- 高田根麻呂 - 白雉4年（653年）5月12日見。遣大唐大使。
- 薬師恵日 - 白雉5年（654年）2月見。遣大唐副使。
- 津守吉祥 - 斉明天皇5年（659年）7月3日見。遣大唐使。
- 狭井檳榔 - 斉明天皇7年（661年）8月?見。
- 境部石積 - 天智天皇6年（667年）11月9日見。遣唐使。
- 谷那晋首 - 天智天皇10年（671年）1月叙位。亡命百済人。兵法に通じる。
- 木素貴子 - 天智天皇10年（671年）1月叙位。亡命百済人。兵法に通じる。
- 憶礼福留 - 天智天皇10年（671年）1月叙位。亡命百済人。兵法に通じる。
- 答本春初 - 天智天皇10年（671年）1月叙位。亡命百済人。兵法に通じる。
- 本日比子 - 天智天皇10年（671年）1月叙位。亡命百済人。薬に通じる。
- 賛波羅 - 天智天皇10年（671年）1月叙位。亡命百済人。薬に通じる。
- 金羅金須 - 天智天皇10年（671年）1月叙位。亡命百済人。薬に通じる。
- 鬼室集信 - 天智天皇10年（671年）1月叙位。亡命百済人。薬に通じる。
- 率母 - 天武天皇6年（677年）5月3日叙位。百済人。大博士。
- 平群子首 - 天武天皇10年（681年）3月17日見。